# Hipposideros hypophyllus
Hipposideros hypophyllus (Kock & Bhat, 1994) è un pipistrello della famiglia degli Ipposideridi endemico dell'India.

## Descrizione

### Dimensioni
Pipistrello di piccole dimensioni, con la lunghezza della testa e del corpo tra 42 e 47,3 mm, la lunghezza dell'avambraccio tra 37,1 e 40 mm, la lunghezza della coda tra 21,5 e 23,5 mm, la lunghezza del piede tra 6,2 e 6,9 mm, la lunghezza delle orecchie tra 18 e 20,3 mm.

### Aspetto
Le parti dorsali sono grigio scure o grigio-brunastre, mentre le parti ventrali sono grigio chiare. La base dei peli è ovunque bianca. Le orecchie sono grandi e arrotondate. La foglia nasale presenta una porzione anteriore con una foglietta supplementare ben sviluppata su ogni lato, un setto nasale non rigonfio, una porzione intermedia semplice e stretta, leggermente ricoperta di peli e con due vibrisse, una porzione posteriore larga, con tre setti verticali che la dividono in quattro celle. La coda è lunga e si estende leggermente oltre l'ampio uropatagio.

## Biologia

### Comportamento
Si rifugia nelle grotte granitiche sotterranee insieme ad altri membri del genere Hipposideros come H.ater,  H.fulvus e  H.speoris

### Alimentazione
Si nutre di insetti.

## Distribuzione e habitat
Questa specie è conosciuta soltanto in una grotta presso la località di Hanumanahalli, nel distretto di Kolar, nello stato dell'India meridionale del Karnataka. Precedentemente è stata riportata anche in un'altra grotta presso Therahalli, sempre nel distretto di Kolar, ma nel 2014 è stata confermata la sua scomparsa.

## Conservazione
La IUCN Red List, considerato l'areale limitato ad una sola grotta, il continuo declino nella qualità del proprio habitat a causa dell'estrazione illegale di granito e la popolazione stimata a 150-200 individui, classifica H.hypophyllus come specie in grave pericolo (CR).